# District de Lạc Sơn
Lạc Sơn est un district de la province de Hòa Bình dans la région du Nord-ouest au Viet Nam .

## Géographie
Le district de Lạc Sơn a une superficie de 580 km2. 
La capitale du district est Vụ Bản.